# Musée de la radio
Ne doit pas être confondu avec Musée de la radio de Göteborg ou Musée de Radio France.
Le Musée de la radio est situé à Boeschepe.

## Historique
- Le musée se trouve juste derrière l'église, au centre du village, depuis 2012.

## Les collections
- Le musée retrace la naissance et l'évolution de la radio et de la télévision au cours du XXe siècle
- 4 salles permettent aux visiteurs de suivre l'évolution de la radio dans les foyers, de 1922 aux années 80.
- Vous pourrez voir des centaines de postes de radio et de T.S.F, ainsi que des téléviseurs, transistors, gramophones, tourne-disques, disques vinyles, plaques publicitaires, etc.